# Янушев, Василий Минович
Василий Минович Янушев (1852—1929) — генерал-лейтенант Русской императорской армии. Участник среднеазиатских походов Русской армии, Китайского похода, Русско-японской и Первой мировой войн. Кавалер золотого оружия с надписью «За храбрость».

## Биография
Родился 25 марта (6 апреля) 1852 года, происходил из потомственных дворян Енисейской губернии. После обучения в Сибирской военной гимназии 14 августа 1869 года поступил юнкером в 4-е военное Оренбургское училище. После закрытия Оренбургского училища в 1870 году был переведён в 3-е военное Александровское училище, которое окончил 24 августа 1871 года с производством в старшие хорунжие в конно-артиллерийскую бригаду Оренбургского казачьего войска.
В 1873 году Янушев принял участие в Хивинском походе, за боевые отличия в котором был в 1874 году произведён в сотники (со старшинством с 15 июня 1873 года). 13 января 1874 года назначен командиром казачьего ракетного дивизиона.
Участвовал в Кокандском походе. С 27 февраля по 4 апреля 1876 года состоял в распоряжении начальника артиллерии отряда войск, действующих против Кокандского ханства. 1 мая 1876 года назначен командиром конно-казачьей ракетной № 1-го батареи (до 3 мая 1879 года). 23 августа 1877 года «за отличие по службе» произведён в есаулы.
В 1878 году находился в Кульджинском походе. В дальнейшем переведён в 4-ю артиллерийскую бригаду, с переименованием в капитаны. Окончил курс Офицерской артиллерийской школы.
12 марта 1895 года Василий Янушев произведён в подполковники и назначен командиром 2-й батареи 2-й артиллерийской бригады. 18 мая 1898 года назначен командиром 5-й горной батареи 1-й Восточно-Сибирской артиллерийской бригады. 4 января 1900 года назначен командиром 1-й Забайкальской казачьей батареи, с переименованием в войсковые старшины. Одновременно, с 1 марта по 24 мая 1900 года, временно командовал 1-й Восточно-Сибирской артиллерийской бригадой.
Во время Китайского похода Янушев исправлял должность начальника артиллерии Южно-Маньчжурского отряда. «За отличия в делах против китайцев» 11 июля 1901 года произведён в полковники, а 18 августа того же года награждён золотым оружием с надписью «За храбрость». За боевые заслуги зачислен в списки 1-й Забайкальской казачьей батареи.
21 августа 1903 года Янушев был назначен командиром 3-го дивизиона 37-й артиллерийской бригады, а 21 июня 1904 года — командиром 1-го дивизиона 43-й артиллерийской бригады, с которым принял участие в Русско-японской войне. В бою у деревни Туи-Сам-Хо дважды был ранен.
С 10 января 1905 года полковник Янушев состоял в распоряжении командующего 1-й Маньчжурской армией, а с 4 марта того же года — в распоряжении Главного артиллерийского управления. 31 октября 1906 года был назначен командиром Западно-Сибирского артиллерийского дивизиона.
21 марта 1908 года «за отличие по службе» Янушев произведён в генерал-майоры и назначен командиром 18-й артиллерийской бригады. 25 июля 1910 года назначен заведующим артиллерийской частью Омского военного округа. 14 апреля 1913 года произведён в генерал-лейтенанты (старшинство установлено с 31 марта 1914 года). 25 марта 1914 года по возрастному цензу уволен в отставку с мундиром и пенсией.
После начала Первой мировой войны Янушев вернулся на службу и 17 ноября 1914 года был утверждён в должности начальника 55-й бригады Государственного ополчения. 14 марта 1916 года назначен исправляющим должность начальника Симбирского окружного эвакуационного пункта. 29 октября 1916 года «за болезнью» уволен от службы, с мундиром и пенсией.
После Октябрьской революции остался в Советской России. В 1929 году арестован ОГПУ, несколько месяцев содержался в заключении, после чего был расстрелян.

## Награды
- Орден Святого Станислава 3-й степени с мечами и бантом (1874);
- Орден Святой Анны 4-й степени с надписью «За храбрость» (1874);
- Орден Святой Анны 3-й степени (1883);
- Орден Святого Станислава 2-й степени (1888);
- Орден Святой Анны 2-й степени (1894);
- Высочайшее благоволение (1895);
- Орден Святого Владимира 4-й степени с бантом за 25 лет выслуги в офицерских чинах (1896);
- Золотое оружие с надписью «За храбрость» (18 августа 1901);
- Орден Святого Владимира 3-й степени с мечами (1905);
- Орден Святого Станислава 1-й степени (1911);
- Орден Святой Анны 1-й степени (6 декабря 1915).